# Transpolaire Zeeroute

De transpolaire zeeroute (geel), vergeleken met de Noordwestelijke Doorvaart (groen) en de Noordoostelijke Doorvaart (magenta)

De Transpolaire Zeeroute (TZ) is een toekomstige route door de Noordelijke IJszee die loopt van de Atlantische Oceaan naar de Grote Oceaan over het centrum van de Noordelijke IJszee, en die toegankelijk wordt als gevolg van het smelten van de noordelijke poolkap.
De Transpolaire Zeeroute wordt ook weleens de Trans-Arctische route genoemd. In tegenstelling tot de Noordoostelijke Doorvaart (inclusief de Noordelijke Zeeroute) en de Noordwestelijke Doorvaart vermijdt de Trans-Arctische route territoriale wateren van de Arctische staten (bijvoorbeeld Rusland), wat veel voordelen met zich mee brengt. Momenteel kunnen enkel zeer grote ijsbrekers via deze route passeren wanneer het ijs niet al te dik is. Maar door het afnemen van het ijs in de Arctische regio zal de route tegen 2030 een zeer belangrijke scheepsroute zijn.
De Trans-Arctische route is ongeveer 3900 kilometer (2100 nautische zeemijl) lang en zorgt er voor dat schepen enorme afstanden kunnen besparen tussen Europa en Azië. De Transpolaire zeeroute is de kortste van de arctische zeeroutes. In vergelijking met de Noordelijke Zeeroute en de Noordwestelijke Doorvaart, die beiden kustroutes zijn, is de TZ een route die dicht bij de Noordpool passeert. Vanwege de hoge seizoengebonden variatie aan ijsvorming in de Arctische oceaan zal de Transpolaire zeeroute niet één vaste route zijn, maar bestaan uit een aantal navigatieroutes.
De Transpolaire zeeroute bevindt zich buiten de Exclusieve economische zones van de staten die rond de Noordelijke IJszee liggen waardoor het economisch gezien zeer voordelig is voor landen die dit als een toekomstige handelsroute zien.
De Chinese ijsbreker Snow Dragon was een van de eerste grote schepen die de transpolaire zeeroute heeft gebruikt tijdens haar reis in 2012 door de Noordelijke IJszee.
De route heeft al veel kritiek gekregen van milieuorganisaties zoals het WWF. Deze verenigingen vinden dat de Polar code, een wetgeving die de polaire regio's beschermt, niet streng genoeg is. Hierdoor brengen we de levens van de organismen die er leven en de mensen die deze routes bevaren in gevaar.(6)